# Église Saint-Jacques-le-Majeur de Lanobre
L’église Saint-Jacques-le-Majeur est une église de style roman auvergnat située à Lanobre dans le département français du Cantal, en région Auvergne-Rhône-Alpes.
Elle fait l'objet d'une protection au titre des monuments historiques.

## Localisation
L'église Saint-Jacques-le-Majeur est située en Auvergne, au cœur du village de Lanobre, en bordure de la route départementale 49.

## Historique
Sa construction en style roman auvergnat remonte au XIIe siècle. Son portail occidental date du XIIIe siècle.
Le 12 avril 1963, l'édifice est classé au titre des monuments historiques.

## Architecture et mobilier
L'église est orientée est-ouest.
Au chœur inclus dans une abside hémisphérique encadrée de deux chapelles absidiales succède la nef à cinq travées, flanquée de deux collatéraux. Au niveau de la travée proche du chœur, la nef est surmontée d'un clocher carré. Elle est ornée de chapiteaux sculptés.
À l'ouest, s'ouvre le portail dont les vantaux sont solidaires de pentures de fer forgé représentant des personnages ou des animaux. Ces vantaux du XIIIe siècle sont classés comme objets au titre des monuments historiques depuis 1916.
Extérieurement, les murs gouttereaux sont ornés de modillons sculptés. Une niche contenant une statue de bois est visible au -dessus du portail du XIIIe siècle.

## Galerie de photos

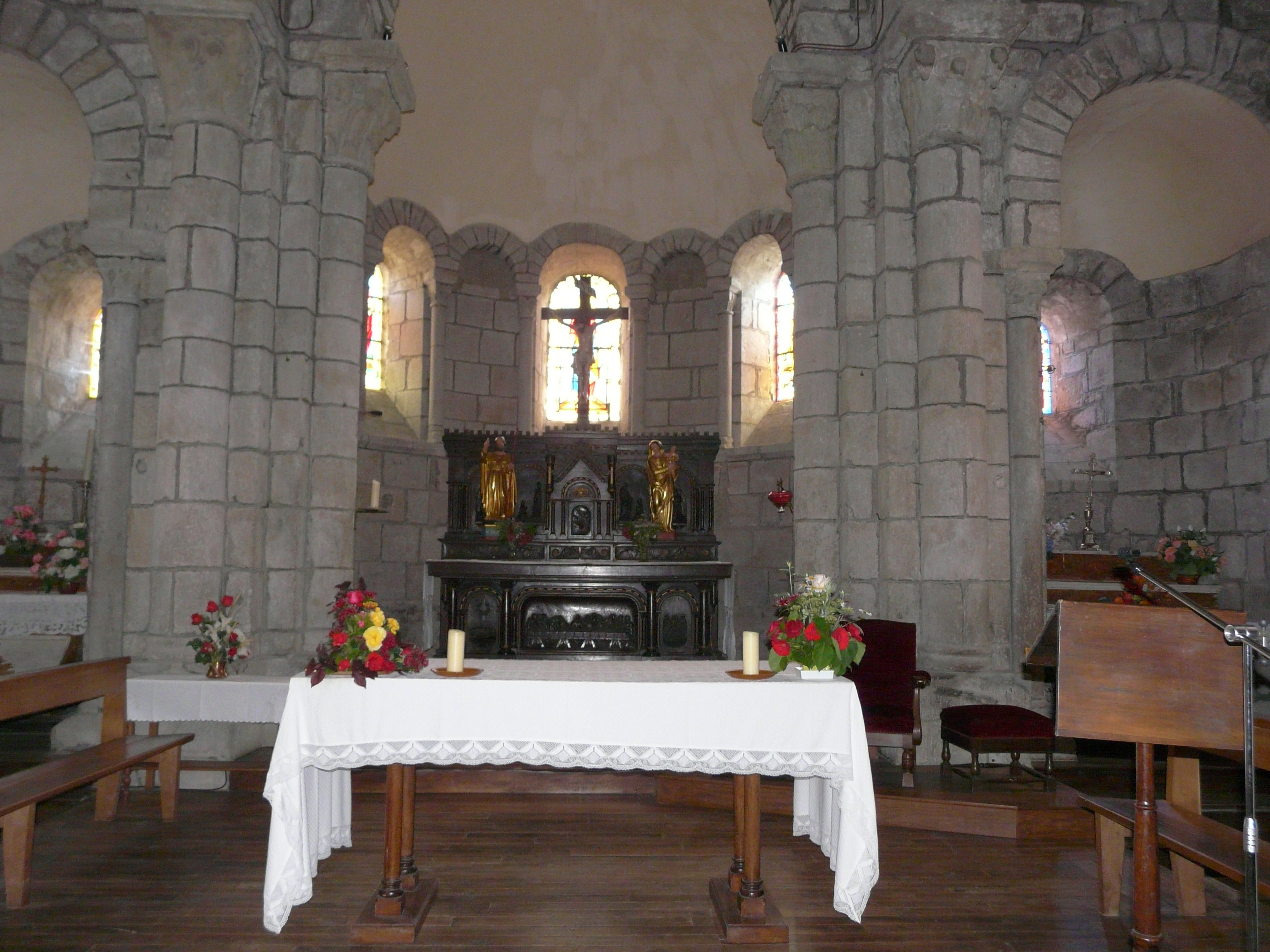
Le chœur.
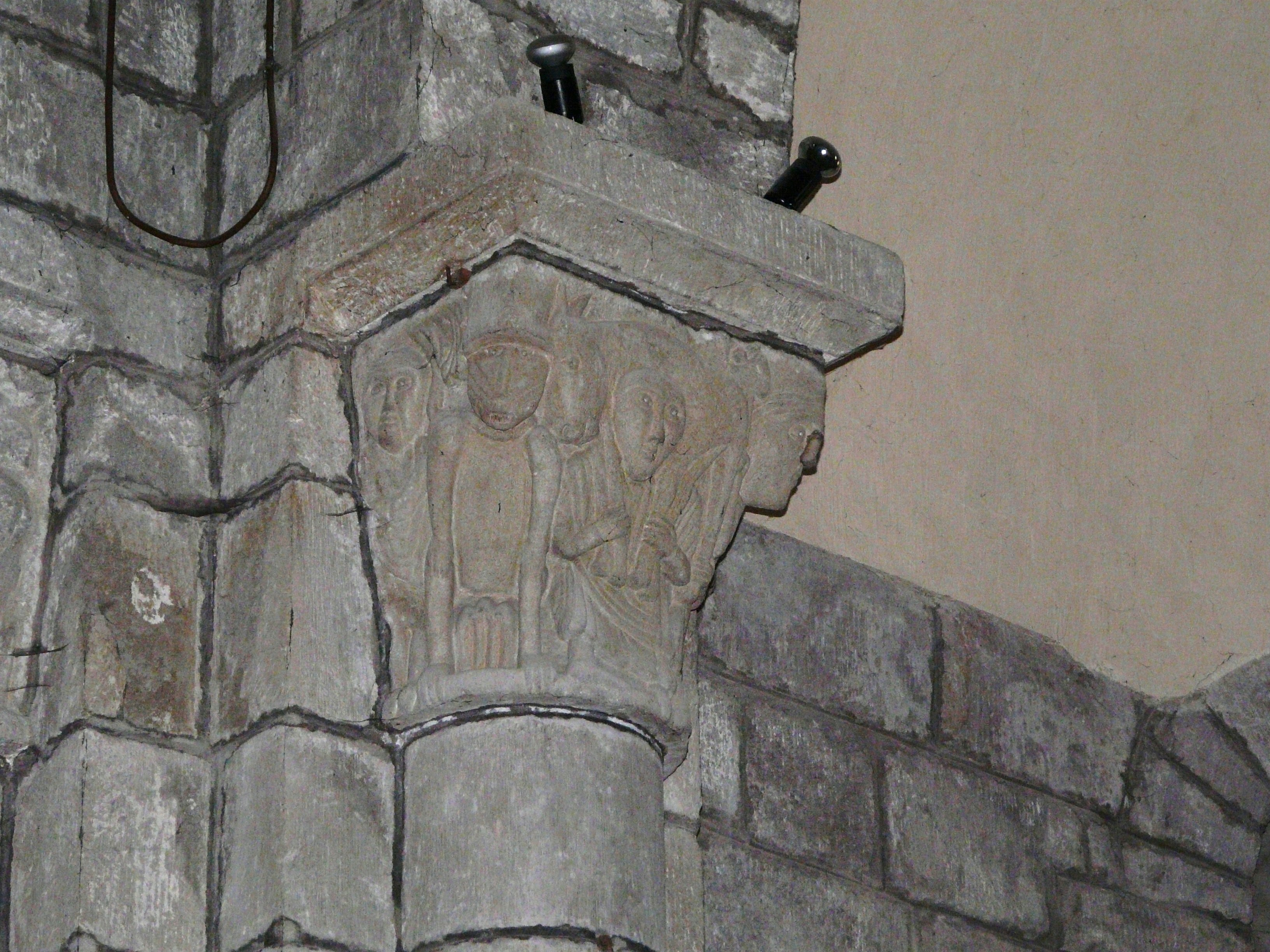
Chapiteau sculpté.
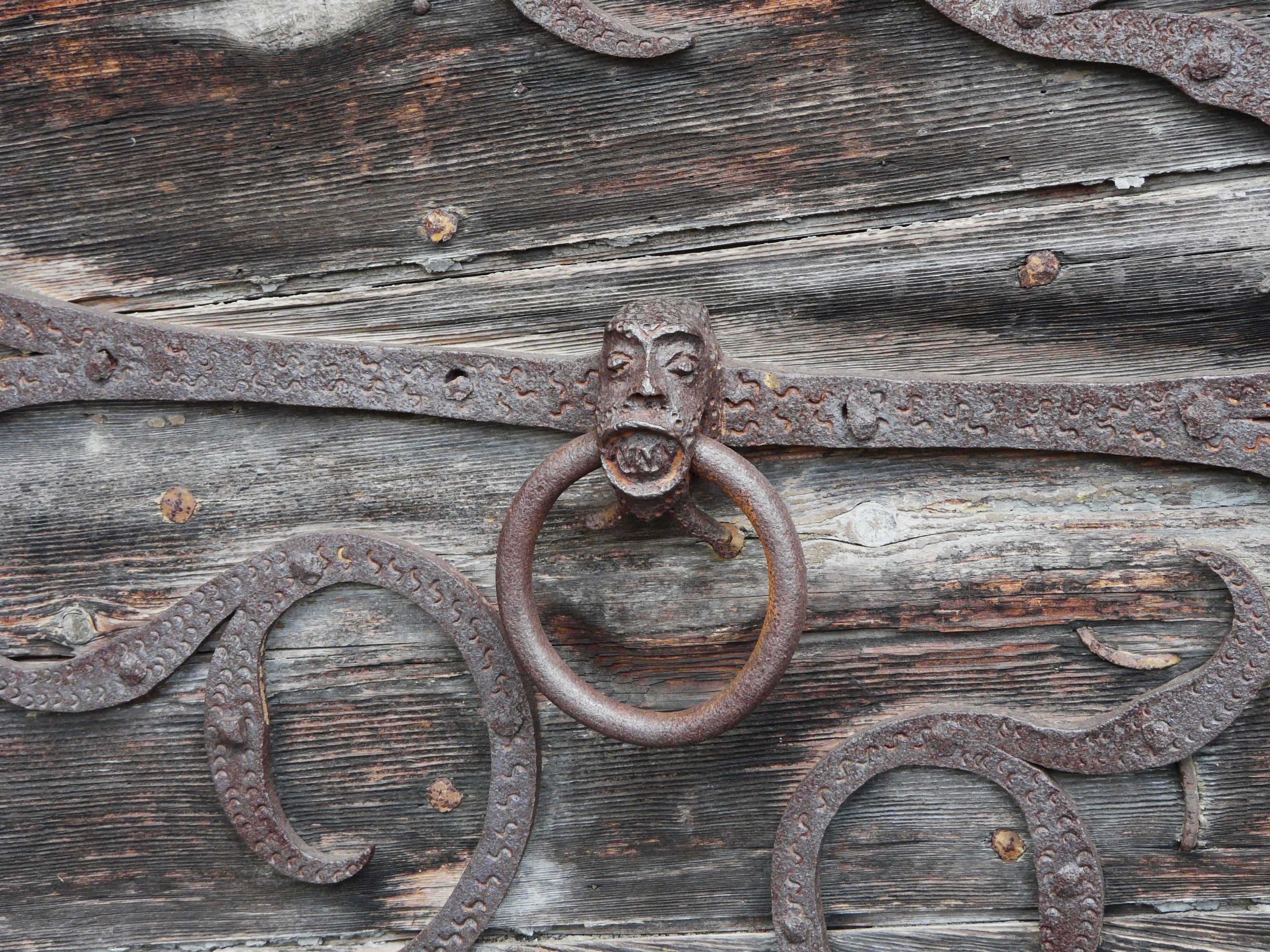
Détail d'une penture du portail.
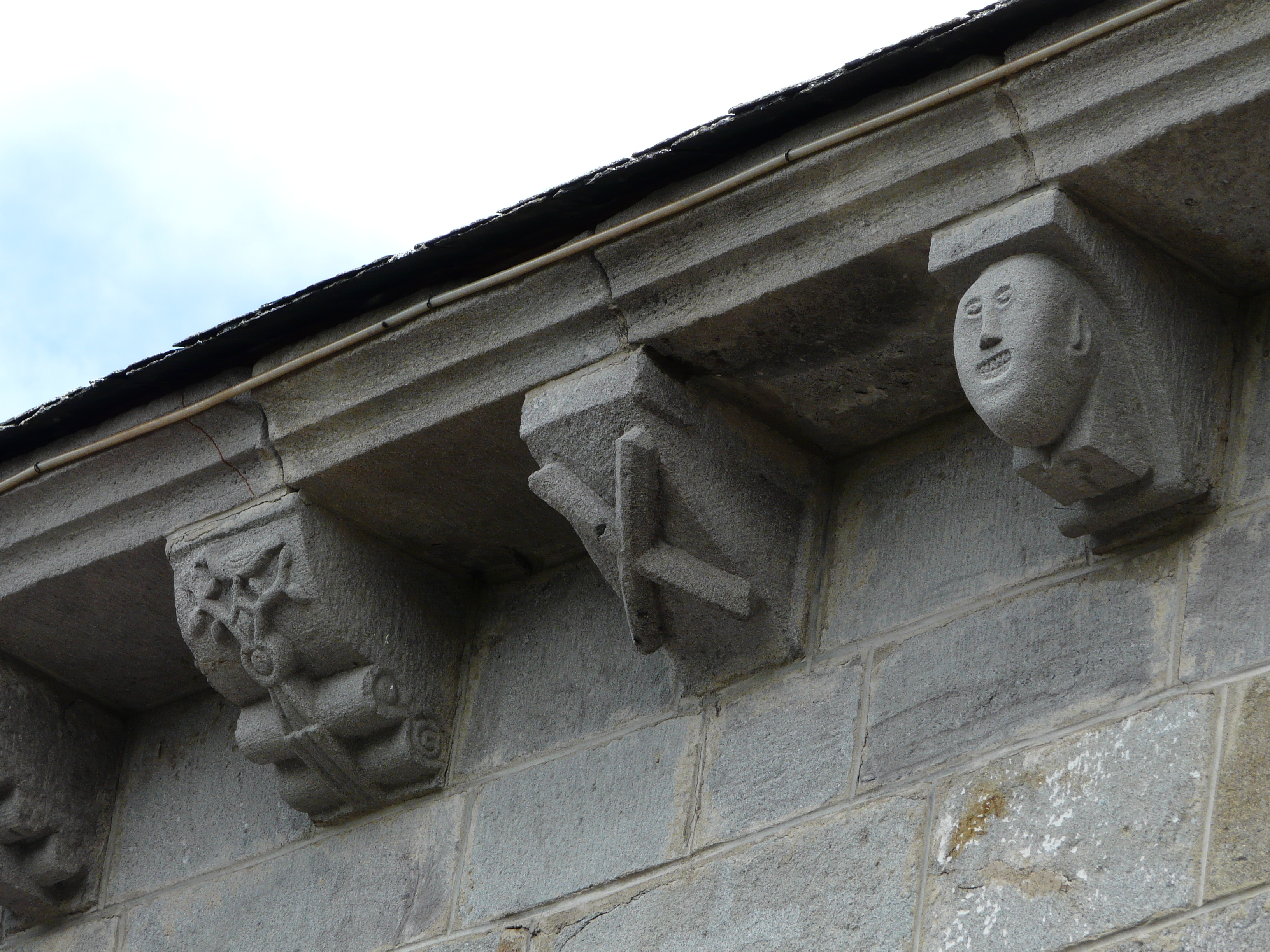
Trois modillons sculptés.